# القران (أمانة العاصمة)

تعديل مصدري - تعديل

القران هي إحدى قرى مديرية ضواحي الأمانة سنحان وبني بهلول التابعة لمحافظة أمانة العاصمة صنعاء اليمنية، بلغ  تعداد سكانها 1425 نسمة حسب الإحصاء الذي أجري عام 2004.